# Wierchnij Toriej
Wierchnij Toriej (ros. Верхний Торей) – wieś (ułus) w Rosji, w Buriacji, w rejonie dżydińskim. W 2010 liczyła 581 mieszkańców.

## Urodzeni
- Garmażap Garmajew – radziecki wojskowy.